# Masakr v Olenivce
V podvečer 29. července 2022 během ruské invaze na Ukrajinu došlo ve věznici Olenivka na okupovaném území v Doněcké oblasti k výbuchu, který zabil nejméně 54 ukrajinských zajatců a dalších 150 zranil. Událost vzešla ve známost jako masakr v Olenivce. Ve věznici byli například váleční zajatci, obránci Mariupolu.

## Průběh útoku
Přeživší vojáci vypověděli, že zajatci dostali v podvečer rozkaz po 22:00 nevycházet z baráků. Následně nastalo ticho a stráže nebylo vidět. Hodinu po tom došlo v budově věznice k explozi. Přeživší zajatci vyšli z budovy a podle pozdější výpovědi se jim Rusové smáli.

## Vyšetřování
Rusko vydalo po útoku prohlášení, že šlo o útok ukrajinské rakety HIMARS. Ukrajina reagovala tím, že má důkazy o ruské vině. V následujících dvou letech Rusko zničilo všechny důkazy a znemožnilo veškeré snahy mezinárodního společenství o nezávislé vyšetření, což v červenci 2022 potvrdila zpráva OSN.
Nezávislé šetření na základě výpovědí svědků podniká také agentura AP. Podle ní disponuje interním dokumentem OSN, z kterého vyplývá, že i bez zmíněných zničených důkazů se OSN přiklonilo k přisouzení odpovědnosti Rusku. AP na základě toho organizaci vyčítala, že Rusko veřejně neobvinila. AP zmínila, že mezinárodní právo vyžaduje lidské zacházení se zajatci a jakékoliv zneužití by tak mělo být důkladně vyšetřeno a stíháno.
Přeživší svědci, kteří se dostali zpět na Ukrajinu při výměně zajatců, vypovídali o hladu, mučení, ponižování a nelidských podmínkách. Výslech například probíhal při plazení se vyslýchaného po čtyřech za současného mlácení dozorci. Lečbu zraněných vojáků dozorci povolovali jen výjimečně a směli ji provádět jejich spoluvězni – lékaři. Na násilí se dle svědectví podíleli především dva dozorci jménem Kyrylo a Jurij. Vězni byli například během výslechu při jejich směnách tak zmláceni, že měli polámaná žebra a byli ve vážném stavu.

## Vzpomínkové akce
28. července 2024 se sešlo v Kyjevě na náměstí Nezávislosti několik tisíc civilistů a vojáků a připomněli si druhé výročí této události. Vyzývali ukrajinskou vládu k většímu důrazu na výměnu vězňů, aby byli propuštěni další vojáci.